# Condado de Sławno
Sławno (polaco: powiat sławieński) é um powiat (condado) da Polónia, na voivodia da Pomerânia Ocidental. A sede é a cidade de Sławno. Estende-se por uma área de 1043,62 km², com 57 513 habitantes, segundo os censos de 2007, com uma densidade 55,1 hab/km².

## Demografia
População (dados de 30 de Junho de 2005):
|          | Total   | Total | Mulheres | Mulheres | Homens  | Homens |
| -------- | ------- | ----- | -------- | -------- | ------- | ------ |
|          | pessoas | %     | pessoas  | %        | pessoas | %      |
| Total    | 57 751  | 100   | 29 416   | 50,9     | 28 335  | 49,1   |
| Cidades  | 27 786  | 100   | 14 468   | 52,1     | 13 318  | 47,9   |
| Povoados | 29 965  | 100   | 14 948   | 49,9     | 15 017  | 50,1   |